# Ozius deplanatus
Ozius deplanatus is een krabbensoort uit de familie van de Oziidae. De wetenschappelijke naam van de soort is voor het eerst geldig gepubliceerd in 1847 door White.